# ラロミロ・ラロミロ
ラロミロ・ラロミロ（Lalomilo Lalomilo、1999年2月12日 - ）は、スーパーラグビー・パシフィックモアナ・パシフィカに所属するラグビーユニオン選手。

## プロフィール
- ニュージーランド出身[1]。
- ポジションはウィング(WTB)、センター(CTB)、フルバック(FB)。
- 身長 189cm、体重 106kg
- U20ニュージーランド代表に選ばれたことがある[2]。

## 略歴
ベイ・オブ・プレンティ、チーフスを経て、2024年、モアナ・パシフィカに加入。同年7月、パリ2024五輪の7人制サモア代表に選ばれた。